# Ischyrodontidae
De Ischyrodontidae zijn een familie van uitgestorven tweekleppigen uit de onderklasse Pteriomorphia.